# Adrián Huertas
Adrián Huertas del Olmo (Madrid, 21 augustus 2003) is een Spaans motorcoureur. In 2021 won hij de titel in het Supersport 300 World Championship en in 2024 won hij de titel in het wereldkampioenschap Supersport.

## Carrière
Huertas begon zijn motorsportcarrière in een lokaal minibikekampioenschap in 2011. In 2012 maakte hij de overstap naar het nationale MiniGP 110cc-kampioenschap. Hij werd hier derde, voordat hij in 2013 in deze klasse tot kampioen werd gekroond. In 2014 en 2015 nam hij deel aan het MiniGP 140cc-kampioenschap, waarin hij beide jaren tweede werd. In 2016 stapte hij over naar de PreMoto4-klasse en werd hierin derde. In 2017 maakte hij zijn debuut in het Spaans kampioenschap wegrace, waarin hij derde in de PreMoto3-klasse en tweede in de PreMoto4-klasse werd.
In 2018 debuteerde Huertas in de FIM MotoGP Rookies Cup. Een zevende plaats op het Circuit Mugello was zijn beste resultaat en hij werd met 47 punten twaalfde in het eindklassement. Tevens kwam hij uit in de European Talent Cup, waarin hij op een Honda reed. Met een twaalfde plaats op het Circuit de Barcelona-Catalunya als beste race-uitslag werd hij met vijf punten dertigste in het kampioenschap. In 2019 bleef hij actief in de Rookies Cup, maar reed hij in slechts drie van de zeven raceweekenden. Een vierde plaats op de Red Bull Ring was zijn beste resultaat en hij werd met 20 punten twintigste in de eindstand. Ook nam hij deel aan de seizoensfinale van de European Talent Cup op het Circuit Ricardo Tormo Valencia, waarin hij negende werd.
In 2020 stapte Huertas over naar het Supersport 300 World Championship, waarin hij voor ProGP Racing op een Yamaha reed. Vanwege een blessure moest hij de eerste twee raceweekenden missen. In de rest van het seizoen was een zesde plaats op het Circuit de Nevers Magny-Cours zijn beste resultaat. Met 44 punten werd hij zeventiende in de einduitslag. In 2021 kwam hij in dezelfde klasse uit voor MTM Kawasaki, waar hij op een Kawasaki reed. Hij behaalde zes overwinningen: twee op Magny-Cours en een op het Motorland Aragón, het Misano World Circuit Marco Simoncelli, het TT Circuit Assen en het Autódromo Internacional do Algarve. Met 255 punten werd hij overtuigend gekroond tot kampioen.
In 2022 maakte Huertas de overstap naar het wereldkampioenschap Supersport, waarin hij voor MTM Kawasaki bleef rijden. Hij kende een redelijk debuutseizoen, waarin vier zevende plaatsen zijn beste resultaten waren. Met 120 punten werd hij twaalfde in de eindstand. In 2023 raakte hij in de eerste race geblesseerd en moest hij de daaropvolgende drie races missen. In de rest van het seizoen waren vier vierde plaatsen zijn beste race-uitslagen. Met 134 punten werd hij wederom twaalfde in de eindstand.
In 2024 stapte Huertas binnen het WK Supersport over naar het Aruba.it Racing WorldSSP Team, waar hij op een Ducati ging rijden. In het eerste weekend op Phillip Island behaalde hij zijn eerste pole position en podiumfinish, voordat hij in het tweede weekend op Barcelona voor het eerst een race in het kampioenschap won.

## Statistieken

### Grand Prix

#### Per seizoen
| Seizoen | Klasse | Motor  | Team                  | Races | Winst | Podiums | Poles | SR | Ptn | Pos |
| ------- | ------ | ------ | --------------------- | ----- | ----- | ------- | ----- | -- | --- | --- |
| 2025*   | Moto2  | Kalex  | Italtrans Racing Team | 12    | 0     | 0       | 0     | 0  | 7   | 25e |
| Totaal  | Totaal | Totaal | Totaal                | 12    | 0     | 0       | 0     | 0  | 7   |     |

#### Per klasse
| Klasse | Seizoenen  | 1e GP         | 1e podium  | 1e winst   | Races | Winst | Podiums | Poles | SR | Ptn | Kampioen |
| ------ | ---------- | ------------- | ---------- | ---------- | ----- | ----- | ------- | ----- | -- | --- | -------- |
| Moto2  | 2025-heden | Thailand 2025 |            |            | 12    | 0     | 0       | 0     | 0  | 7   | 0        |
| Totaal | 2025-heden | 2025-heden    | 2025-heden | 2025-heden | 12    | 0     | 0       | 0     | 0  | 7   | 0        |

#### Races per jaar
(vetgedrukt betekent pole positie; cursief betekent snelste ronde)
| Jaar | Klasse | Motor | 1      | 2       | 3      | 4      | 5      | 6      | 7   | 8      | 9      | 10      | 11     | 12     | 13     | 14  | 15  | 16  | 17  | 18  | 19  | 20  | 21  | 22  | Pos | Ptn |
| ---- | ------ | ----- | ------ | ------- | ------ | ------ | ------ | ------ | --- | ------ | ------ | ------- | ------ | ------ | ------ | --- | --- | --- | --- | --- | --- | --- | --- | --- | --- | --- |
| 2025 | Moto2  | Kalex | THA 14 | ARG DNF | AME 16 | QAT 17 | SPA 13 | FRA 18 | GBR | ARA 19 | ITA 22 | NED DNF | DUI 18 | TSJ 14 | OOS 18 | HON | CAT | SMR | JPN | INA | AUS | MAL | POR | VAL | 25* | 7*  |

* Seizoen nog bezig.